# Verd e Blu
 (décembre 2022).

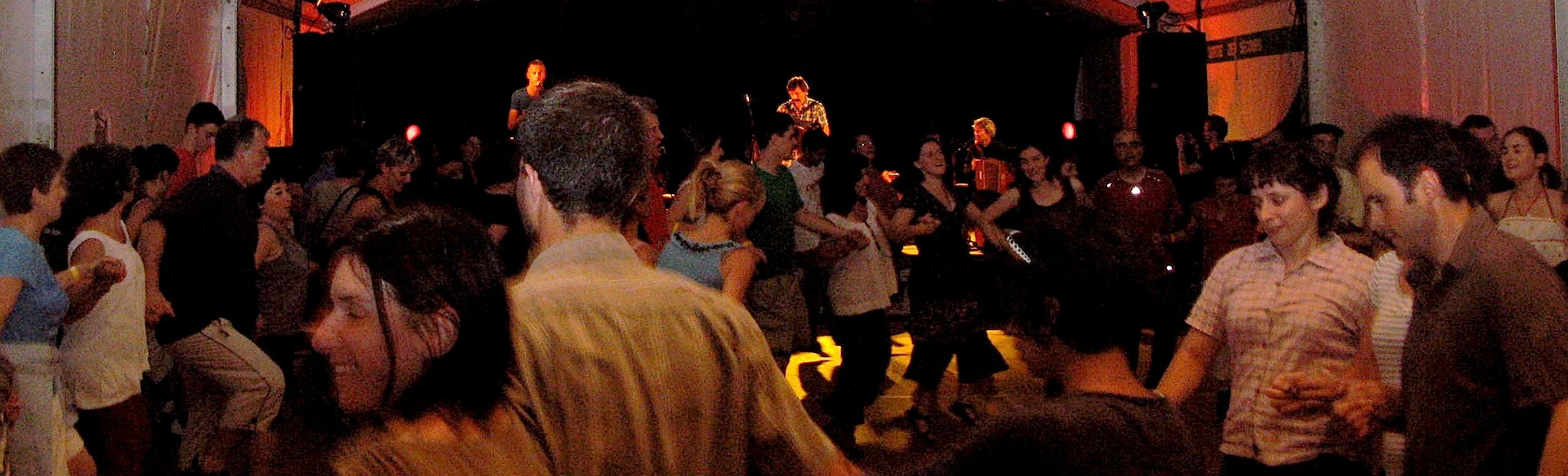
Bal gascon animé par Verd e Blu en juin 2010.

Verd e Blu est un groupe de musique occitane fondé en 1987 par Joan Francés Tisnèr, Jean Baudoin et Marie-Claude Hourdebaigt. Il récupère et interprète depuis plusieurs décennies la musique à danser de Gascogne.
Verd e Blu joue - surtout en bal, mais aussi en concert - la musique traditionnelle occitane du Béarn et de Gascogne. En une trentaine d'années ils ont collecté, appris, produit et diffusé, musique et danse traditionnelles du Béarn, des Pyrénées de l'ouest et de la Gascogne.

## Formation
Verd e Blu est actuellement composé de:  
- Joan Francés Tisnèr
- Marc Castanet
- Lionel Dubertrand

Leur instrumentarium est composé de:
- voix, une des innovations de Joan Francés Tisnèr consistant à préparer le tambourin à cordes et à chanter en s'accompagnant de cet instrument alors que traditionnellement il accompagne exclusivement la flabuta (flûte à trois trous) pour constituer l'orchestre de base (une marque de fabrique que nombre de chanteuses et chanteurs ont adoptée.)
- flûte à trois trous et tambourin à cordes,
- bramatopin (tambour à friction),
- tricanetas (castagnettes de bois ou d'os),
- boha (cornemuses de Gascogne ou cornemuses landaises)
- accordéons diatoniques.

## Verd e Blu dans le mouvement de la musique occitane de tradition
Verd e Blu est un groupe, qui œuvre depuis 1987, qui est convié  et participe à divers festivals en Occitania (Hestiv'òc, Estivada, au festival de Chomeirac, Festival Trad'envie de Pavie, Fèsta d'Òc à Besièrs, au Trad'Estiu à Foix, à la fête vigneronne de Lasseube en Béarn, dernièrement au festival Asta'fòlk à Astaffort et à la Fèsta Occitana à Cordes, conviés par Cordae-La Talvera). Ils ont - entre autres - été programmés dans des manifestations internationales aussi diverses que le Seixal à Lisbonne, Centre Artesà Tradicionàrius (ca)  en Catalogne, les Rencontres d'Ars (ex St Chartier), le festival Pir' par exemple en juillet 2018 en (Aragon)[source secondaire souhaitée] programme ou DansÀneu festival des Pyrénées catalanes consacré à la musique et à la danse à l'été 2017 , tous des lieux de musiques et danses traditionnelles.
Au cours du temps d'autres chanteurs et musiciens ont pu faire partie du groupe comme : Christiane Mousquès, Martine Petriat ou Christian Josué. Cf. Pastel n° 30 P. 19 Pierre Corbefin sur Verd e Blu Pastel. Comdt.

## Discographie
Verd e Blu ont produit six disques.
- Jòcs de Dança (2010)
- Baladas e danças (2005)
- Musicas a dançar: dus (2001)
- Ompra o só? (1996 - épuisé)
- Musicas a dançar (1993)
- Musicas de Gasconha (1991 - épuisé)